# 一日貴婦
《一日貴婦》（英語：Lady for a Day）是1933年美國的一部電影，導演是法蘭克·卡普拉，改編自Damon Runyon的短篇小說Madame La Gimp。這部電影是卡普拉首部獲得奧斯卡最佳導演獎提名的電影，也是哥倫比亞電影公司首部獲得奧斯卡最佳影片獎提名的電影。電影在上映之後也獲得眾多好評。卡普拉在之後自己翻拍了這部電影，是為錦囊妙計。

## 外部連結
- 互联网电影数据库（IMDb）上《Lady for a Day》的资料（英文）
- TCM电影资料库上《Lady for a Day》的资料（英文）
- AllMovie上《一日貴婦》的资料（英文）
- Lady for a Day[永久] on Lux Radio Theater: May 1, 1939